# Muntura Fujifilm X
|  | No s'ha de confondre amb Muntura Fujica X. |

La muntura d'objectiu Fujifilm X, introduïda el gener de 2012, està dissenyada pel seu ús amb càmeres sense mirall d'objectius intercanviables APS-C, com la Fujifilm X-Pro1, la primera de la sèrie.
Aquesta muntura no s'ha de confondre amb la muntura Fujica X, la qual està descatalogada i no és compatible amb el sistema X sense un adaptador.
La muntura està dissenyada pel seu ús amb un sensor d'imatge APS-C i compta amb un factor de retall d'1.5x. Té una distància de brida de 17.7mm i un diàmetre intern de 44mm.
El 2020, la companyia va anunciar l'obertura de la muntura X a tercers fabricants. Tokina, Sigma i Tamron llavors van començar a oferir lents pròpies amb aquesta muntura.

## Esquema de noms de les càmeres amb muntura X

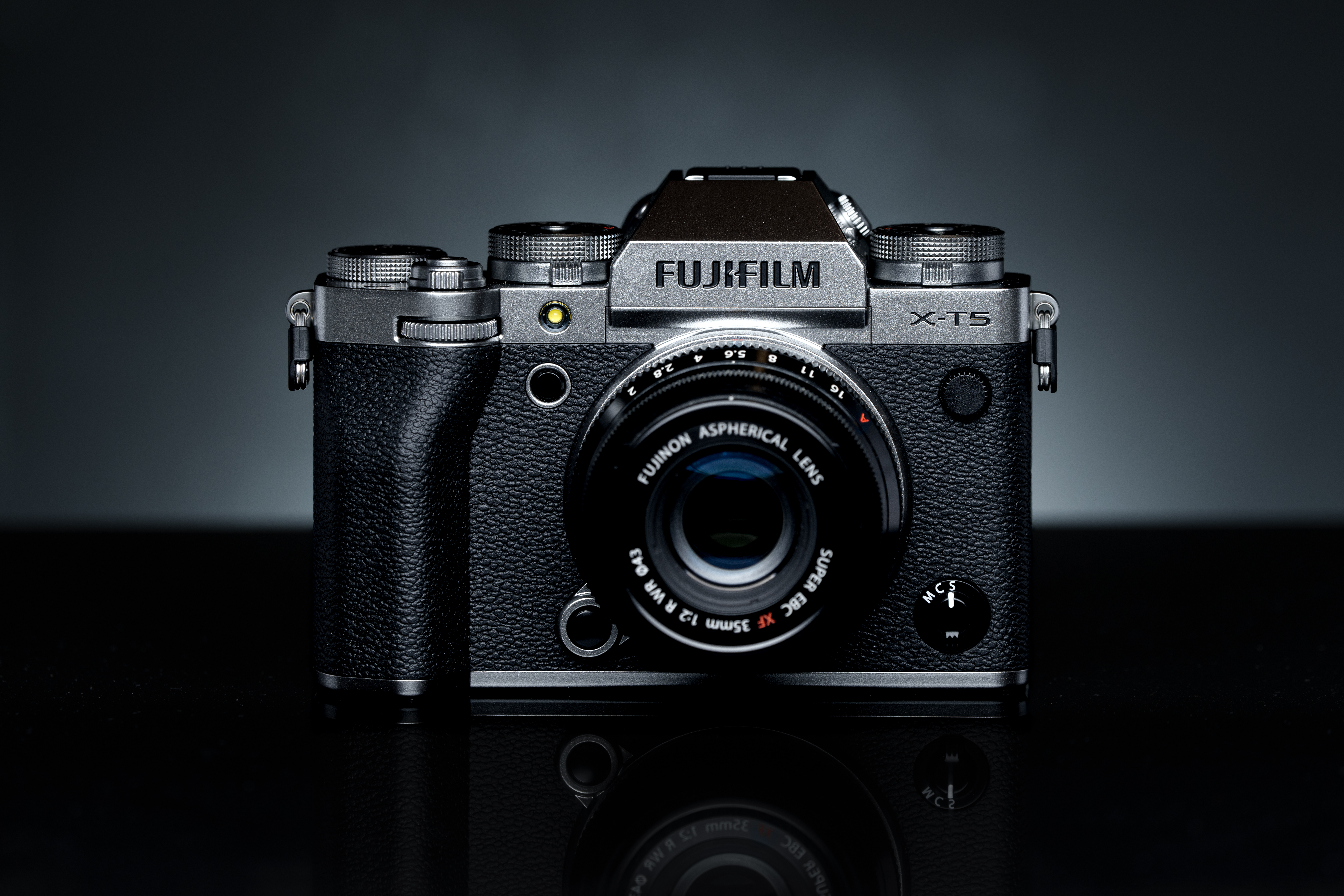
Fujifilm X-T5 + Fujinon XF 35mm F2 R WR

## Esquema de noms de les càmeres amb muntura X[1]
| Sèrie | Model    | Any  |
| ----- | -------- | ---- |
| Pro   | X-PRO1   | 2012 |
| Pro   | X-PRO2   | 2016 |
| Pro   | X-PRO3   | 2019 |
| H     | X-H1     | 2018 |
| H     | X-H2S    | 2022 |
| H     | X-H2     | 2022 |
| T     | X-T1     | 2014 |
| T     | X-T1 IR  | 2015 |
| T     | X-T10    | 2015 |
| T     | XT-2     | 2016 |
| T     | XT-20    | 2017 |
| T     | XT-100   | 2018 |
| T     | XT-3     | 2018 |
| T     | XT-30    | 2019 |
| T     | XT-200   | 2020 |
| T     | XT-4     | 2020 |
| T     | XT-30 II | 2021 |
| T     | XT-5     | 2022 |
| T     | X-T50    | 2024 |
| A     | X-A1     | 2013 |
| A     | X-A2     | 2015 |
| A     | X-A3     | 2016 |
| A     | X-A10    | 2016 |
| A     | X-A5     | 2018 |
| A     | X-A7     | 2019 |
| M     | X-M1     | 2013 |
| M     | X-M5     | 2024 |
| S     | XS-10    | 2020 |
| S     | XS-20    | 2023 |
| E     | X-E1     | 2012 |
| E     | X-E2     | 2013 |
| E     | X-E3     | 2017 |
| E     | X-E2S    | 2016 |
| E     | X-E4     | 2021 |
| E     | X-E5     | 2025 |

## Sigles
Igual que tots els altres fabricants d'objectius, Fujifilm també usa un conjunt de sigles per a designar aspectes bàsics de cada objectiu, per a indicar des de quina mena de cos és l'ideal per a muntar-ho fins a característiques de fabricació.
- APD: Objectiu que incorpora un filtre apoditzant, el qual millora el bokeh
- LM (Linear Motor): Motor d'enfocament lineal
- MKX: Objectiu d'enfocament manual, especial per a cinema/vídeo
- OIS (Optical Image Stabilizer): Sistema d'estabilitzador d'imatge
- PZ (Power Zoom): Zoom motoritzat
- R (aperture Ring): Objectiu que incorpora un anell per ajustar l'obertura
- WR (Weather Resistant): Segellat contra l'aigua i la pols
- XC: Objectiu compacte
- XF: Objectiu dissenyat per a càmeres APS-C de Fujifilm

## Objectius

### Fixos

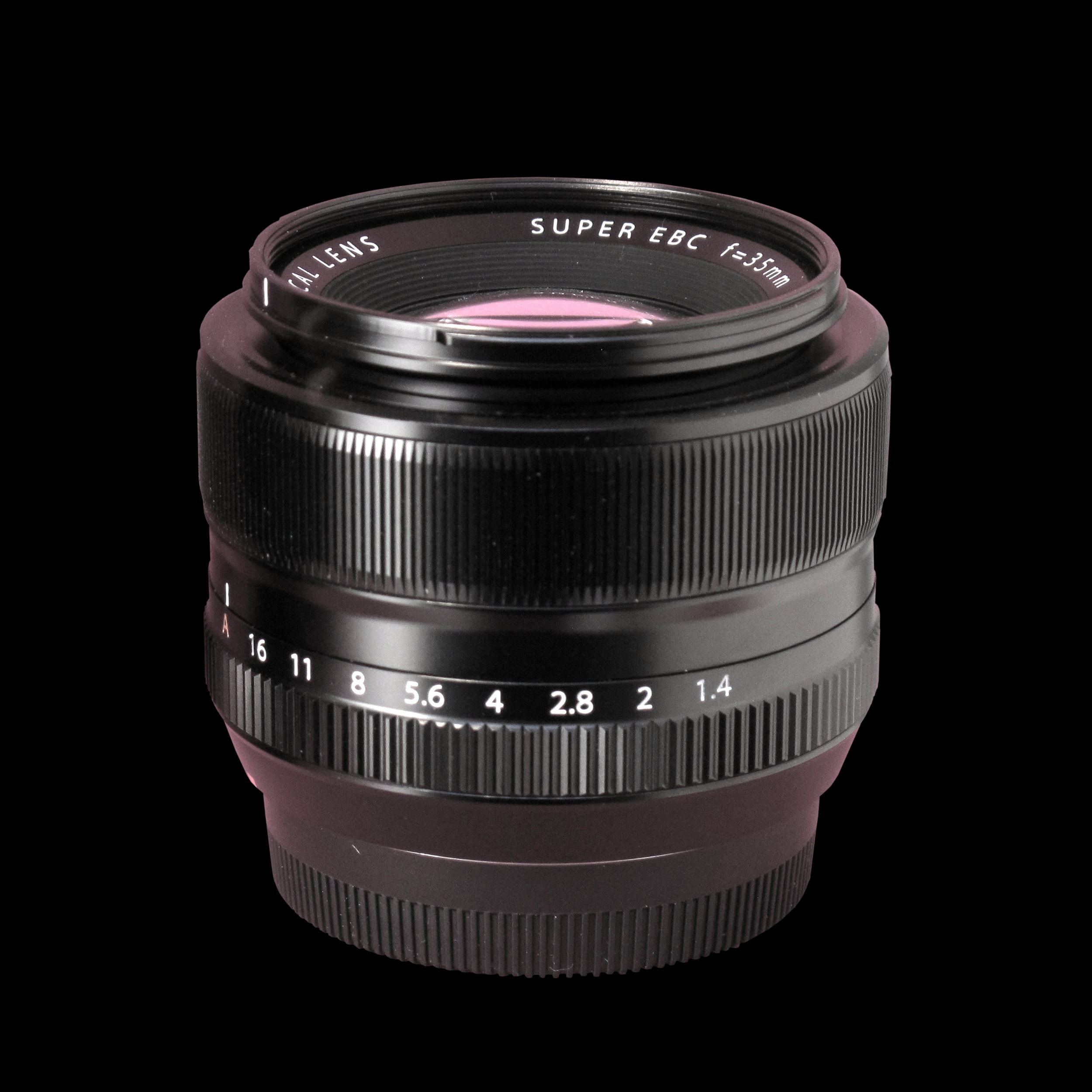
Fujinon 35mm

| Distància focal | Obertura | Any  | Distància mínima d'enfoc | Diametre de filtre |
| --------------- | -------- | ---- | ------------------------ | ------------------ |
| 8mm             | 3.5      | 2023 | 0.18m                    | 68mm               |
| 14mm            | 2.8      | 2012 | 0.18m                    | 58mm               |
| 16mm            | 2.8      | 2019 | 0.17m                    | 49mm               |
| 16mm            | 1.4      | 2015 | 0.15m                    | 67mm               |
| 18mm            | 2.0      | 2012 | 0.18m                    | 52mm               |
| 18mm            | 1.4      | 2021 | 0.20m                    | 62mm               |
| 23mm            | 2.8      | 2025 | 0.20m                    | 39mm               |
| 23mm            | 2.0      | 2016 | 0.22m                    | 43mm               |
| 23mm            | 1.4      | 2021 | 0.19m                    | 58mm               |
| 23mm            | 1.4      | 2013 | 0.28                     | 62mm               |
| 27mm            | 2.8      | 2013 | 0.34m                    | 39mm               |
| 27mm            | 2.8      | 2021 | 0.34m                    | 39mm               |
| 30mm            | 2.8      | 2022 | 0.10m                    | 43mm               |
| 33mm            | 1.4      | 2021 | 0.30m                    | 58mm               |
| 35mm            | 2.0      | 2020 | 0.35m                    | 43mm               |
| 35mm            | 2.0      | 2015 | 0.30m                    | 43mm               |
| 35mm            | 1.4      | 2012 | 0.28m                    | 52mm               |
| 50mm            | 2.0      | 2017 | 0.39m                    | 46mm               |
| 50mm            | 1.0      | 2020 | 0.70m                    | 77mm               |
| 56mm            | 1.2      | 2022 | 0.50m                    | 67mm               |
| 56mm            | 1.2      | 2014 | 0.70m                    | 62mm               |
| 56mm            | 1.2      | 2014 | 0.70m                    | 62mm               |
| 60mm            | 2.4      | 2012 | 0.26m                    | 39mm               |
| 80mm            | 2.8      | 2017 | 0.25m                    | 62mm               |
| 90mm            | 2.0      | 2015 | 0.60m                    | 62mm               |
| 200mm           | 2.0      | 2018 | 1.80m                    | 105mm              |
| 500mm           | 5.6      | 2024 | 2.75m                    | 95mm               |

### Zoom

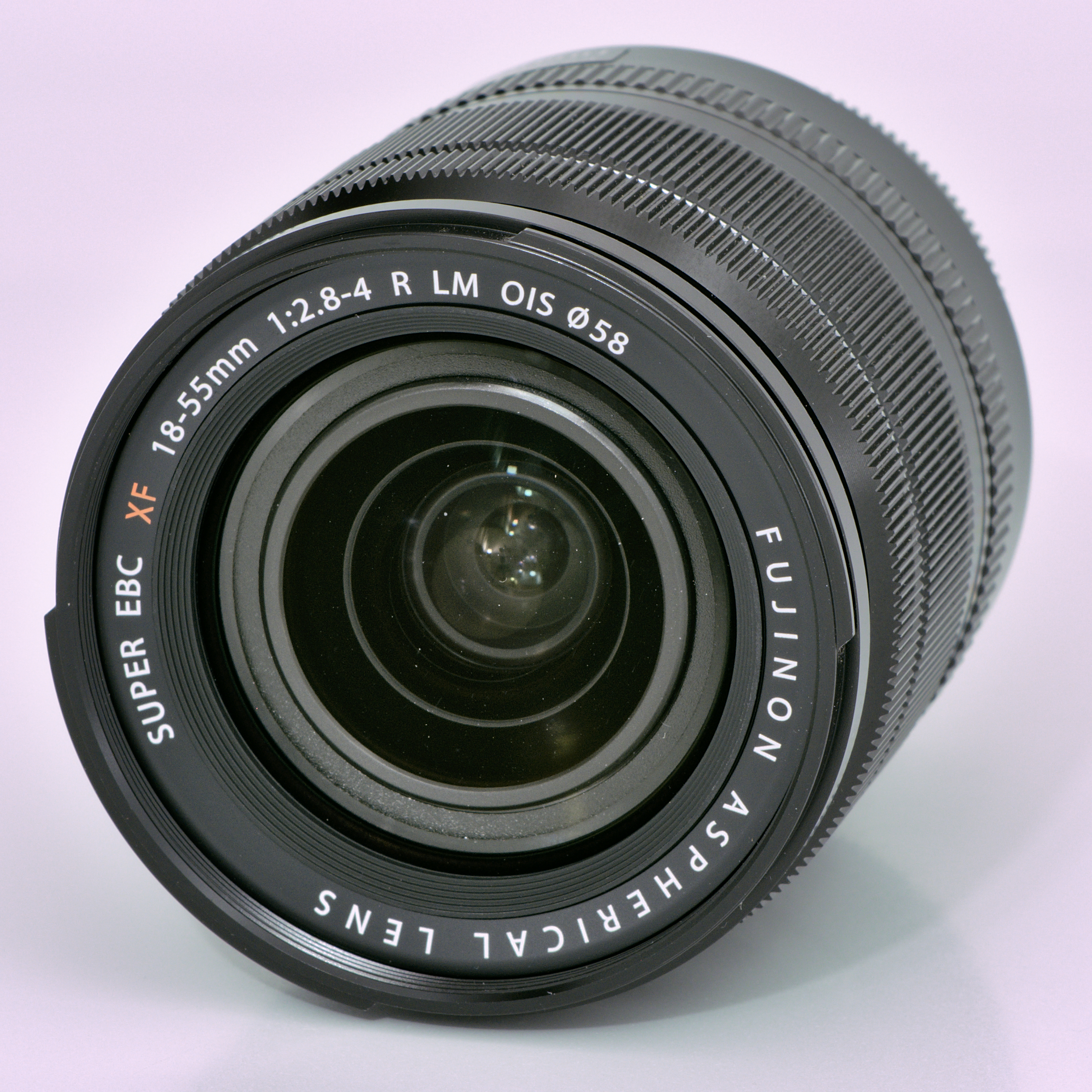
Fujinon 18-55mm f/2.8-4 R LM OIS

| Distància focal | Obertura | Any  | Distància mínima d'enfoc | Diametre de filtre |
| --------------- | -------- | ---- | ------------------------ | ------------------ |
| 8-16mm          | 2.8      | 2018 | 0.25m                    | -                  |
| 10-24mm         | 4.0      | 2013 | 0.24m                    | 72mm               |
| 10-24mm         | 4.0      | 2020 | 0.24m                    | 72mm               |
| 15-45mm         | 3.5-5.6  | 2018 | 0.13m                    | 52mm               |
| 16-50mm         | 2.8-4.8  | 2024 | 0.24m                    | 58mm               |
| 16-50mm         | 3.5-5.6  | 2013 | 0.40m                    | 58mm               |
| 16-50mm         | 3.5-5.6  | 2015 | 0.15m                    | 58mm               |
| 16-55mm         | 2.8      | 2015 | 0.30m                    | 77mm               |
| 16-55mm         | 2.8      | 2024 | 0.30m                    | 72mm               |
| 16-80mm         | 4.0      | 2019 | 0.35m                    | 72mm               |
| 18-55mm         | 2.8-4    | 2012 | 0.40m                    | 58mm               |
| 18-120mm        | 4.0      | 2022 | 0.60m                    | 72mm               |
| 18-135mm        | 3.5-5.6  | 2014 | 0.45m                    | 67mm               |
| 50-140mm        | 2.8      | 2014 | 1.00m                    | 72mm               |
| 50-230mm        | 4.5-6.7  | 2013 | 1.10m                    | 58mm               |
| 50-230mm        | 4.5-6.7  | 2015 | 1.10m                    | 58mm               |
| 55-200mm        | 3.5-4.8  | 2013 | 1.10m                    | 62mm               |
| 70-300mm        | 4.0-5.6  | 2021 | 0.83m                    | 67mm               |
| 100-400mm       | 4.5-5.6  | 2016 | 1.75m                    | 82mm               |
| 150-600mm       | 5.6-8.0  | 2022 | 2.40m                    | 82mm               |

### Cine
| Distància focal | Obertura (T) | Any  | Distància mínima d'enfoc | Diametre de filtre |
| --------------- | ------------ | ---- | ------------------------ | ------------------ |
| 18-55mm         | 2.9          | 2017 | 0.85m                    | 82mm               |
| 50-135mm        | 2.9          | 2017 | 1.20m                    | 82mm               |

### Extensors
El 2015, Fujifilm va presentar un extensor de distància focal, el Fujinon XF1.4X TC WR i el 2016, el XF2X TC WR. Aquests, multipliquen la focal de l'objectiu per 1,4 o 2, perdent un pas de llum o dos passos, respectivament.

## Terceres marques
Actualment, les següents marques fabriquen objectius amb muntura X de Fujifilm:
- 7artisans
- Kamlan
- Kipon[56]
- Lensbaby
- NiSi
- Samyang
- Sigma
- Tamron
- Tokina
- TTartisan[57]
- Venus optics
- Viltrox[58]
- Voigtländer[59]
- Yongnuo[60]
- Zeiss
- Zhongyi[61]